# Кірчигаз
Кірчига́з (рос. Кирчигаз) — присілок у складі Ачитського міського округу Свердловської області.
Населення — 77 осіб (2010, 102 у 2002).
Національний склад станом на 2002 рік: росіяни — 98 %.